# San Martín (Mendoza)
Pour les articles homonymes, voir San Martin.
San Martín est une localité de la province de Mendoza, en Argentine et le chef-lieu du Département de San Martín.

## Personnalités liées à la commune
- Gaby Cairo, joueur professionnel de rink hockey, champion olympique et mondial, né dans cette commune en 1969.
- Juliana Alderisi, artiste plasticienne et artiste peintre, vécut dans cette commune.

- (es) Cet article est partiellement ou en totalité issu de l’article de Wikipédia en espagnol intitulé « San Martín (Mendoza) » (voir la liste des auteurs).